# Vandringsvågrör
Vandringsvågrör (Travelling Wave Tube, TWT) är en rörtyp som exciteras med hjälp av mikrovågor och som används som förstärkare för radiovågor. Det kan generera stora uteffekter vid höga frekvenser och är än idag, trots övrig halvledardominans, den enda apparaturen som klarar detta. Till exempel är många satelliter bestyckade med denna typ av rör.

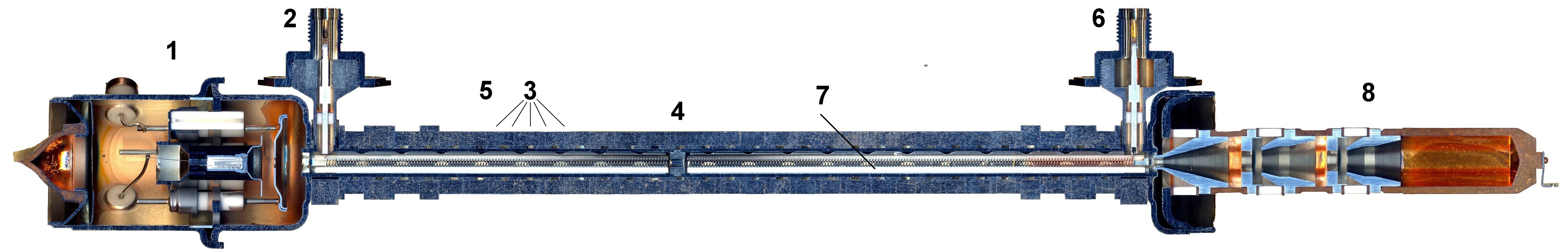
Sprängskiss av vandringsvågrör.
1. Elektronkanon
2. RF-ingång
3. Magneter
4. Dämpare
5. Spiralformad spole
6. RF-utgång
7. Vakuumrör
8. Kollektor

## Beskrivning
Anordningen är ett avlångt vakuumrör med en elektronkanon (en uppvärmd katod som avger elektroner) i dess ena ände. Ett magnetiskt inneslutet fält runt röret fokuserar elektronerna i en stråle som sedan passerar genom en RF-krets (en spole av ledningstråd eller en vågledare) som sträcker sig från RF-ingången till RF-utgången och elektronstrålen träffar slutligen en kollektor (anod) i den andra änden. En riktningskänslig kopplare (vanligtvis en vågledare eller en elektromagnetisk spole), matas med den svaga radiosignalen som skall förstärkas och är placerad nära emittern och inducerar en ström i spiralen.
RF-kretsen fungerar som en fördröjningsledning, där RF-signalen färdas med nästan samma hastighet längs röret som elektronstrålen. Det elektromagnetiska fältet orsakat av RF-signalen i RF-kretsen växelverkar med elektronstrålen, vilket orsakar grupperingar av elektronerna (en effekt som kallas hastighetsmodulering) och det elektromagnetiska fältet orsakat av strålströmmen inducerar i sin tur ström i RF-kretsen (det vill säga strömmens styrka i RF-kretsen ökar/förstärks när strömmen passerar genom röret).
En andra riktningskänslig kopplare, placerad nära kollektorn, mottar därför en förstärkt version av insignalen från den bortre änden av RF-kretsen. Dämpare är placerade längs RF-kretsen för att hindra reflekterade vågor från att nå katoden.

## Historik
Rudolf Kompfner byggde 1943 den första fungerande TWT:n.